# Proteção anticópia

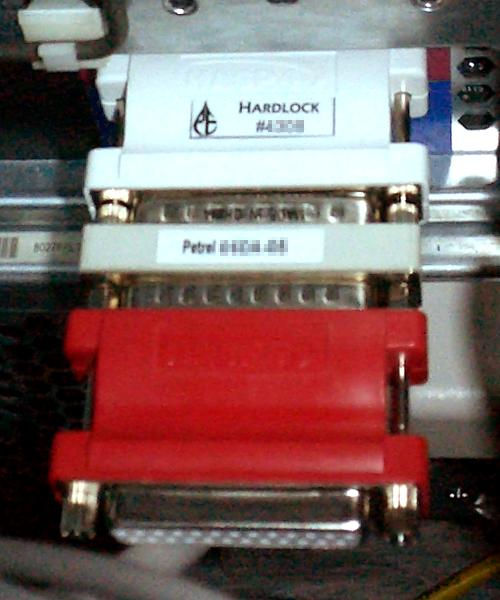
Dongle de porta paralela encadeada, para proteção anticópia de software. Os números de série nos dongles foram pixelados / rasurados.

Proteção anticópia é um método utilizado para dificultar (possivelmente impedir) a cópia de dados. Podemos proteger arquivos e conteúdos de páginas da internet utilizando essas proteções. Porém, o uso dessas proteções limitará o uso do conteúdo da página da internet ou arquivo protegido. Quando um disquete, HD, ou CD é fabricado, é adicionado a ele um identificador inalterável, o serial. Ele é um número que identifica um disquete de outro, por exemplo.

## Proteção anticópia no Brasil
Em 2002 a EMI no Brasil foi uma das primeiras gravadoras a incluir proteção anticópia nos seus discos musicais, talvez tenha a ter sido a primeira gravadora no Brasil a incluir esta proteção, porém a tecnologia não era perfeita dando assim possibilidade de se copiar o disco, dentre os primeiros discos lançados pela gravadora com proteção anticópia estavam o Exaltasamba Ao Vivo (do Exaltasamba), Longo Caminho (do Os Paralamas do Sucesso) e Qu4tro (do Natiruts).